# Landtagswahl in Kärnten 1960
- KLS: 1
- SPÖ: 18
- ÖVP: 12
- FPÖ: 5

Die Landtagswahl in Kärnten 1960 fand am 6. März 1960 statt. Bei der Mandatsverteilung kam es zu keinen Änderungen. Die Sozialistische Partei Österreichs (SPÖ) blieb stärkste Partei und steigerte ihren Stimmenanteil leicht. Auch die Österreichische Volkspartei (ÖVP) verzeichnete leichte Gewinne und blieb klar vor der Freiheitlichen Partei Österreichs (FPÖ), die leicht verlor. Die Kommunistische Partei Österreichs (KPÖ), die als „Kommunisten und Linkssozialisten“ (KLS) antrat, konnte ihr einziges Mandat trotz leichter Verluste halten, während die Nationalsoziale Arbeiterpartei (NSAP) klar am Einzug in den Landtag scheiterte.
Im Gegensatz zu allen vorangegangenen Wahlen seit 1921 fand die Landtagswahl nicht gleichzeitig mit der Wahl zum Nationalrat statt. 303.070 waren Menschen bei der Landtagswahl stimmberechtigt, was eine Steigerung um 15.036 Personen bedeutete. Die Wahlbeteiligung lag bei 86,96 % und damit deutlich niedriger als 1956.

## Ergebnis
|                                              | Ergebnis 1960    | Ergebnis 1960    | Ergebnis 1960    | Ergebnis 1956    | Ergebnis 1956    | Ergebnis 1956    | Differenz | Differenz | Differenz |  |
| -------------------------------------------- | ---------------- | ---------------- | ---------------- | ---------------- | ---------------- | ---------------- | --------- | --------- | --------- |  |
| Wahlberechtigte                              | 303.070          | 303.070          | 303.070          | 288.0343         | 288.0343         | 288.0343         | + 15.036  | + 15.036  | + 15.036  |  |
| Wahlbeteiligung                              | 86,96 %          | 86,96 %          | 86,96 %          | 94,26 %          | 94,26 %          | 94,26 %          | – 7,30 %  | – 7,30 %  | – 7,30 %  |  |
|                                              | Stimmen          | %                | Mand.            | Stimmen          | %                | Mand.            | Stimmen   | %         | Mand.     |  |
| Abgegebene Stimmen                           | 263.556          |                  | 36               | 271.507          |                  | 36               | – 7.951   |           |           |  |
| Ungültig                                     | 3.654            | 1,39 %           |                  | 5.449            | 2,28 %           |                  | – 1.795   | – 0,89 %  |           |  |
| Gültig                                       | 263.556          | 98,61 %          |                  | 266.058          | 97,72 %          |                  | – 2.502   | + 0,89 %  |           |  |
| Partei                                       |                  |                  |                  |                  |                  |                  |           |           |           |  |
| Sozialdemokratische Partei Österreichs (SPÖ) | 126.091          | 48,51 %          | 18               | 128.006          | 48,11 %          | 18               | – 1.915   | + 0,40 %  | ± 0       |  |
| Österreichische Volkspartei (ÖVP)            | 86.454           | 33,26 %          | 12               | 86.996           | 32,70 %          | 12               | – 542     | + 0,56 %  | ± 0       |  |
| Freiheitliche Partei Österreichs (FPÖ)       | 38.736           | 14,90 %          | 5                | 41.722           | 15,68 %          | 5                | – 2.986   | – 0,78 %  | ± 0       |  |
| Kommunisten und Linkssozialisten (KLS)       | 7.770            | 2,99 %           | 1                | 8.238            | 3,10 %           | 1                | – 468     | – 0,11 %  | ± 0       |  |
| Nationalsoziale Arbeiterpartei (NSAP)        | 851              | 0,33 %           | 0                | nicht kandidiert | nicht kandidiert | nicht kandidiert | + 851     | + 0,33 %  | ± 0       |  |
| Bund der österreichischen Monarchisten       | nicht kandidiert | nicht kandidiert | nicht kandidiert | 1.079            | 0,41 %           | 0                | – 1.079   | – 0,41 %  | ± 0       |  |
| Ergokratische Partei                         | nicht kandidiert | nicht kandidiert | nicht kandidiert | 17               | 0,01 %           | 0                | – 17      | – 0,01 %  | ± 0       |  |
| Gesamt                                       | 259.902          | 100,00 %         | 36               | 266.058          | 100,00 %         | 36               | – 6.156   |           |           |  |